# Korpus Żandarmerii Państwowej
Korpus Żandarmerii Państwowej (ukr. Державна жандармерія ЗУНР) – formacja żandarmerii Zachodnioukraińskiej Republiki Ludowej, utworzona we Lwowie w listopadzie 1918.
Korpus był podporządkowany kierownikowi resortu spraw wewnętrznych rządu ZURL. Pierwszym dowódcą Korpusu został Łew Indyszewśkyj, następnym Ołeksandr Krasićkyj.
Do Korpusu przyjmowano, oprócz Ukraińców, również „lojalnych” Niemców, oraz Czechów.